# Jump (Van Halen)
Jump was een wereldwijde hit van Van Halen waar de band zijn grootste bekendheid mee verkreeg. Het nummer is afkomstig van het album 1984. In december 1983 werd het nummer op single uitgebracht in de VS en Canada. In januari 1984 volgden Europa, Australië, Nieuw-Zeeland en Japan.

## Achtergrond
De single werd in het voorjaar van 1984 wereldwijd een gigantische hit. In thuisland de Verenigde Staten en in Canada werd de nummer 1-positie bereikt en in Australië de 2e positie. In Nieuw-Zeeland werd de 12e positie bereikt en in  het Verenigd Koninkrijk de 7e positie in de UK Singles Chart.
In Nederland werd de plaat veel gedraaid op Hilversum 3 en werd een gigantische hit in de destijds drie hitlijsten op de nationale publieke popzender. De plaat bereikte de 29e positie in Nederlandse Top 40, de 30e positie in de TROS Top 50 en de 34e positie in de Nationale Hitparade. In de Europese hitlijst op Hilversum 3, de TROS Europarade, werd de 7e positie bereikt.
In België bereikte de plaat de 17e positie in de Vlaamse Radio 2 Top 30 en de 28e positie in de voorloper van de  Vlaamse Ultratop 50. In Wallonië werd géén notering behaald.
In 'Jump' wordt vooral gebruikgemaakt van een Oberheim OB-X synthesizer met het welbekende deuntje. Toch zit er ook een gitaarsolo in.
Door deze plaat werd Van Halen eerder gezien als een radio-popband in plaats van een hardrockband. Dit nummer werd nog gezongen door de oorspronkelijke zanger David Lee Roth, die Van Halen in 1985 verliet.
Het nummer werd vele malen gecoverd, waaronder door David Lee Roth zelf.
In 2019 werd er samen met Armin van Buuren een remix gemaakt.

## NPO Radio 2 Top 2000
| Nummer met noteringen in de NPO Radio 2 Top 2000 | '99 | '00 | '01 | '02 | '03 | '04 | '05 | '06 | '07 | '08 | '09 | '10 | '11 | '12 | '13 | '14 | '15 | '16 | '17 | '18 | '19 | '20 | '21 | '22 | '23 | '24 |
| ------------------------------------------------ | --- | --- | --- | --- | --- | --- | --- | --- | --- | --- | --- | --- | --- | --- | --- | --- | --- | --- | --- | --- | --- | --- | --- | --- | --- | --- |
| Jump                                             | 181 | 111 | 194 | 246 | 255 | 348 | 370 | 375 | 500 | 349 | 519 | 555 | 542 | 449 | 483 | 459 | 571 | 636 | 565 | 650 | 581 | 290 | 428 | 564 | 620 | 706 |

1. ↑  Een vetgedrukt getal geeft de hoogste notering aan.